# 제이든 마텔
제이든 마텔(영어: Jaeden martell, 2003년 1월 4일 ~ )는 미국의 배우이다. 2017년 영화 《그것》의 빌 역으로 잘 알려져 있다.

## 경력
부모를 따라 로스앤젤레스로 왔다가 본인도 모르게 연기를 하게 되었다. 데뷔는 핫 휠 광고였다. 그 후 구글, 영국 자동차 보험 비교사이트 머니수퍼마켓닷컴(MoneySupermarket.com), 미국 손해보험사 리버티 뮤추얼(Liberty Mutual), 현대 싼타페(슈퍼볼 XLVII), 버라이즌 FiOS, 제너럴 일렉트릭 등의 광고에도 출연했다.
2014년 14살에 《세인트 빈센트》의 올리버 브론스타인 역으로 영화에 데뷔했다. 함께 연기를 한 빌 머리가 후에 마텔을 캐머런 크로 감독의 《알로하》에 추천했다. 마텔이 미첼 역으로 출연한 《알로하》는 2015년 5월 29일(북미 기준)에 개봉했다.
2016년 영화 《미드나잇 스페셜》의 앨턴 마이어 역, 2017년 9월 6일에 개봉한 《그것》의 빌 역, 북미에서 2017년 6월 16일에 개봉한 《북 오브 헨리》의 헨리 역을 연기했다.
《그것》 촬영 중 정정훈 촬영 감독에게 다가와 "나에겐 한국인의 피가 4분의 1 흐르고 나의 외할머니가 한국인이다"라고 이야기 했다고 한다.
2019년 9월 공개된 영화 《늑대소년의 모험》에서 사이가 좋지 않아 떨어져 지내는 엄마를 찾으러 여행을 떠나는 아이를 연기했다. 존 터투어로, 크리스 머시나, 이브 휴슨, 클로이 세비니와 함께 출연했다.

## 출연 작품

### 영화
- 세인트 빈센트 (2014)
- 타임 투 러브 (2014)
- 알로하 (2015)
- 미드나잇 스페셜 (2016)
- 더 컨퍼메이션 (2016)
- 북 오브 헨리 (2017)
- 그것 (2017) - 빌 역
- 별장에서 생긴 일 (2019)
- 로우 타이드 (2019)
- 늑대소년의 모험 (2019)
- 그것: 두 번째 이야기 (2019) - 어린 빌 역
- 나이브스 아웃 (2019) - 제이컵 역
- 메탈 로드 (2022)
- 해리건 씨의 전화기 (2022)
- Y2K (2024) - 일라이 역

### 텔레비전 드라마
- 마스터스 오브 섹스 (2015-16)
- 제이컵을 위하여 (2020)
- 배리 (2023)